# Ngempon
Ngempon is een bestuurslaag in het regentschap Semarang van de provincie Midden-Java, Indonesië. Ngempon telt 5707 inwoners (volkstelling 2010).